# Свитязь (озеро, Украина)
Сви́тязь (Сви́тязское, укр. Сві́тязь, Світязьке озеро) — самое глубокое озеро и наибольшее по площади карстового происхождения на Украине. Входит в состав Шацкого природного национального парка (Ковельский район, Волынская область). Вместе с другими озёрами составляет группу Шацких озёр. 

## Описание
Площадь озера Свитязь составляет 26,22 км². Длина озера — 9,3 км, наибольшая ширина — 4,8 км. Максимальная глубина — 58,4 м. Объём воды — 0,1808 км³. Приблизительно посередине озера есть остров площадью около 7 га. В озере есть два именованных залива: первый — Бужня, находится в 500 м к западу от основной акватории, соединяясь с ней протокой, второй — Лука, располагается в юго-восточной части озера и имеет узкую вытянутую форму, вдаваясь в берег на 1,5 км. Озеро относится к бассейну Западного Буга. Высота над уровнем моря — 163,2 м.
В 1887 году в озере Свитязь произошло сильное падение уровня воды из-за его соединения каналом с озёрами Пулемецкое и Луки.
Химический состав воды озера Свитязь: минерализация не высокая — около 200 мг/дм³ (тип воды — гидрокарбонатно-кальциевая); рН воды — 7,9 (слабощелочная); вода насыщена кислородом — 10,5 мг/дм³, незначительное содержание соединений азота (в частности, нитратов), железа.
Химический состав воды озера Свитязь: средняя концентрация основных ионов и минерализация, мг/дм³
| HCO− 3 | SO2− 4 | Cl−  | Ca2+ | Mg2+ | Na+/K+ | Минерализация воды |
| ------ | ------ | ---- | ---- | ---- | ------ | ------------------ |
| 122,1  | 10,2   | 13,7 | 34,1 | 3,7  | 15,0   | 198,8              |

Химический состав воды озера Свитязь: среднее значение рН, концентрация кислорода, минеральных соединений азота и железа, мг/дм³
| рН  | O2   | NH+ 4 | NO− 2 | NO− 3 | Fe2+ | Fe3+ |
| --- | ---- | ----- | ----- | ----- | ---- | ---- |
| 7,9 | 10,5 | 0,1   | 0,01  | 1,7   | 0,0  | 0,3  |

В Свитязе сохраняется достаточно высокое качество воды, поскольку рядом нет значительных источников загрязнения, а статус национального природного парка благоприятствует охране вод.
Озеро хорошо прогревается летом и, имея чистую воду и пологое песчаное дно, пользуется популярностью у отдыхающих.

## Туризм
Шацкие озёра, в частности Свитязь, привлекают много туристов, которые располагаются преимущественно в коттеджах и пансионатах, построенных вокруг озера вблизи пгт Шацк и сёл (Свитязь, Пульмо), а также в частном секторе.
Ширина пляжей от 5 до 50—60 м.
По опасениям украинских учёных, Свитязь, как озеро, входящее в комплекс Шацких озёр может обмелеть из-за разработки Хотиславского мелового карьера, принадлежащего Юрию Чижу.